# Plymouth (Pennsilvània)
Plymouth és una població dels Estats Units a l'estat de Pennsilvània. Segons el cens del 2000 tenia 6.507 habitants.

## Demografia
Segons el cens del 2000, Plymouth tenia 6.507 habitants, 2.794 habitatges, i 1.673 famílies. La densitat de població era de 2.284 habitants/km².
Dels 2.794 habitatges en un 26,8% hi vivien nens de menys de 18 anys, en un 40,6% hi vivien parelles casades, en un 14,6% dones solteres, i en un 40,1% no eren unitats familiars. En el 35,5% dels habitatges hi vivien persones soles el 20,9% de les quals corresponia a persones de 65 anys o més que vivien soles. El nombre mitjà de persones vivint en cada habitatge era de 2,31 i el nombre mitjà de persones que vivien en cada família era de 3,02.
Per edats la població es repartia de la següent manera: un 23,2% tenia menys de 18 anys, un 8,5% entre 18 i 24, un 26,9% entre 25 i 44, un 20,7% de 45 a 60 i un 20,7% 65 anys o més.
L'edat mediana era de 39 anys. Per cada 100 dones de 18 o més anys hi havia 82,2 homes.
La renda mediana per habitatge era de 27.379 $ i la renda mediana per família de 36.060 $. Els homes tenien una renda mediana de 26.111 $ mentre que les dones 20.429 $. La renda per capita de la població era de 14.207 $. Entorn del 10,8% de les famílies i el 15,2% de la població estaven per davall del llindar de pobresa.

## Poblacions properes
El següent diagrama mostra les poblacions més properes.